# Apolipoprotein C1
Apolipoprotein C1 (ApoC1) je bjelančevina, sastavni dio lipoproteinskih čestica. Kod čovjek ga kodira gen APOC1, koji se nalazi na 19. kromosomu.
Postoje različite varijante transkripcije ovog gena, ali njihov biološka važnost još nije utvrđena. ApoC1 se sastoji od 57 aminokiselina. 
Glavna uloga mu je inhibicija djelovanja kolesterol ester transfer proteina (engl. "cholesteryl ester transfer protein", skraćeno CETP, a naziva se i engl. "plasma lipid transfer protein"), tako što mijenja električni naboj molekule HDL. Taj protein sakuplja trigliceride iz čestica VLDL-a i LDL i izmjenjuje ih s esterima kolesterola iz HDL i obratno. 
Tijekom gladovanja ApoC1 (kao i ostale apolipoproteine C) nalazimo primarno na HDL lipoproteinskim česticama, dok se nakon obroka nalaze na površini i ostalih lipoproteina. Kada se lipoproteini bogati trigliceridima, kao npr. hilomikroni i VLDL, razgrade apolipoprotein prelazi ponovno na HDL.